# Hotel du Vin
 (décembre 2022).
Hotel du Vin est une chaîne d'hôtels-boutiques de luxe fondée par Gérard Basset et Robin Hutson comportant 19 hôtels à travers le Royaume-Uni. 

## Histoire
Cette chaîne d'hôtel a été fondée à Winchester en 1994 par Gérard Basset et Robin Hutson qui ont tous deux travaillé précédemment à l'hôtel Chewton Glen respectivement en tant que chef sommelier et directeur général. Le nom "Hotel du Vin" est une référence à l'expertise en matière de vin de Gérard Basset. À l'époque, il détenait le titre de Master Sommelier (1989) avant d'obtenir celui de Master of Wine en 1998. 
En début d'année 2013, KSL Capital Partners a racheté la chaîne Hotel du Vin ainsi que l'hôtel Malmaison avant de les revendre à Frasers Hospitality en 2015 pour la somme de £363m, soit environ 233 millions d'euros. 

## Emplacements
Ultérieurement, plusieurs hôtels ont été installés à divers emplacements parmi lesquels Birmingham, Brighton, Bristol Avon Gorge, Bristol City Centre, Cambridge, Cheltenham, Édimbourg, Exeter, Glasgow, Harrogate, Henley-on-Thames, Newcastle, Poole, St Andrews, Stratford-upon-Avon, Tunbridge Wells, Wimbledon, Winchester et York. À partir de 2019, la chaîne Hotel du Vin gérait 19 hôtels dans tout le Royaume-Uni, principalement au sein de villes universitaires et de cités-cathédrales. 
Des plans ont été soumis pour faire du Pearl Assurance House à Manchester un hôtel de 70 chambres comportant également un bar sur le toit. 